# LÉ Maev
La LÉ Maev (02) fu una corvetta della classe Flower che operò, chiamandosi HMS Oxlip (K123), con la Royal Navy e poi col Seirbhís Chabhlaigh na hÉireann. Il suo nome gaelico Maev è in onore di Medb, leggendaria regina del Connacht.
La Oxlip fu costruita dalla A. & J. Inglis Ltd a Glasgow, in Scozia. L'ordine di costruzione venne dato dalla Royal Navy il 9 dicembre 1940 e il varo fu effettuato il 28 agosto 1941. Riportata in fabbrica per gli ultimi lavori fu ultimata il 28 dicembre 1941. Terminata la seconda guerra mondiale la corvetta fu consegnata al nascente Irish Marine Service. La nave arrivò a Davonport il 20 dicembre 1946 dove il tenente Walter Reidy la rinominò Maev. Fu infine venduta alle Haulbowline Industries per la demolizione che iniziò il 23 marzo 1972, dopo trentun anni di servizio.